# Mariaan de Swardt
Mariaan de Swardt (née le 18 mars 1971 à Johannesbourg) est une joueuse de tennis sud-africaine, professionnelle du milieu des années 1980 à 2001.
Elle s'est imposée à deux reprises en double mixte en Grand Chelem, à l'Open d'Australie en 1999 et à Roland-Garros l'année suivante, chaque fois associée à son compatriote David Adams. En double dames, elle a aussi disputé à Wimbledon la finale du double dames aux côtés d'Elena Tatarkova en 1999.
Elle a signé l'une des plus belles victoires de sa carrière en simple à l'occasion du Tournoi de Brighton en 1995, infligeant à Steffi Graf l'une de ses deux seules défaites de la saison.
Mariaan De Swardt compte cinq titres WTA à son palmarès, dont un en simple acquis à Boston en 1998.

## Palmarès

### Titre en simple dames
| No | Date       | Nom et lieu du tournoi | Catégorie | Dotation  | Surface    | Finaliste      | Score         |          |
| -- | ---------- | ---------------------- | --------- | --------- | ---------- | -------------- | ------------- | -------- |
| 1  | 10-08-1998 | Boston Cup, Boston     | Tier III  | 164 250 $ | Dur (ext.) | Barbara Schett | 3-6, 7-6, 7-5 | Parcours |

### Finale en simple dames
Aucune

### Titres en double dames
| No | Date       | Nom et lieu du tournoi                       | Catégorie | Dotation  | Surface      | Partenaire        | Finalistes                           | Score    |          |
| -- | ---------- | -------------------------------------------- | --------- | --------- | ------------ | ----------------- | ------------------------------------ | -------- | -------- |
| 1  | 15-05-1995 | Rover British Clay Court Champ's Bournemouth | Tier IV   | 107 500 $ | Terre (ext.) | Ruxandra Dragomir | Kerry-Anne Guse Patricia Hy-Boulais  | 6-3, 7-5 | Parcours |
| 2  | 13-05-1996 | Rover Championships Cardiff                  | Tier IV   | 107 500 $ | Terre (ext.) | Katrina Adams     | Els Callens Laurence Courtois        | 6-0, 6-4 | Parcours |
| 3  | 15-06-1998 | Direct Line Int’l Championships Eastbourne   | Tier II   | 450 000 $ | Gazon (ext.) | Jana Novotná      | Arantxa Sánchez Natasha Zvereva      | 6-1, 6-3 | Parcours |
| 4  | 11-01-1999 | ANZ Tasmanian International Hobart           | Tier IVb  | 110 000 $ | Dur (ext.)   | Elena Tatarkova   | Alexia Dechaume-Balleret Émilie Loit | 6-1, 6-2 | Parcours |

### Finales en double dames
| No | Date       | Nom et lieu du tournoi                      | Catégorie | Dotation    | Surface         | Vainqueures                      | Partenaire         | Score         |          |
| -- | ---------- | ------------------------------------------- | --------- | ----------- | --------------- | -------------------------------- | ------------------ | ------------- | -------- |
| 1  | 24-04-1995 | Ford Int’l Championships of Spain Barcelone | Tier II   | 430 000 $   | Terre (ext.)    | Larisa Neiland Arantxa Sánchez   | Iva Majoli         | 7-5, 4-6, 7-5 | Parcours |
| 2  | 29-01-1996 | Toray Pan Pacific Open Tokyo                | Tier I    | 926 250 $   | Moquette (int.) | Gigi Fernández Natasha Zvereva   | Irina Spîrlea      | 7-6, 6-3      | Parcours |
| 3  | 10-08-1998 | Boston Cup Boston                           | Tier III  | 164 250 $   | Dur (ext.)      | Lisa Raymond Rennae Stubbs       | Mary Joe Fernández | 6-4, 6-4      | Parcours |
| 4  | 24-08-1998 | Pilot Pen International New Haven           | Tier II   | 450 000 $   | Dur (ext.)      | Alexandra Fusai Nathalie Tauziat | Jana Novotná       | 6-1, 6-0      | Parcours |
| 5  | 12-10-1998 | European Swisscom Challenge Zurich          | Tier I    | 926 250 $   | Moquette (int.) | Serena Williams Venus Williams   | Elena Tatarkova    | 5-7, 6-1, 6-3 | Parcours |
| 6  | 21-06-1999 | The Championships Wimbledon                 | G. Chelem | 4 732 303 $ | Gazon (ext.)    | Lindsay Davenport Corina Morariu | Elena Tatarkova    | 6-4, 6-4      | Parcours |

### Titres en double mixte
| No | Date       | Nom et lieu du tournoi    | Catégorie | Dotation    | Surface      | Partenaire  | Finalistes                    | Score          |          |
| -- | ---------- | ------------------------- | --------- | ----------- | ------------ | ----------- | ----------------------------- | -------------- | -------- |
| 1  | 18-01-1999 | Australian Open Melbourne | G. Chelem | 3 040 620 $ | Dur (ext.)   | David Adams | Serena Williams Max Mirnyi    | 6-4, 4-6, 7-65 | Parcours |
| 2  | 29-05-2000 | Roland-Garros Paris       | G. Chelem | 4 141 085 $ | Terre (ext.) | David Adams | Rennae Stubbs Todd Woodbridge | 6-3, 3-6, 6-3  | Parcours |

## Parcours en Grand Chelem

### En simple dames
| Année | Open d'Australie | Open d'Australie | Internationaux de France | Internationaux de France | Wimbledon       | Wimbledon      | US Open         | US Open          |
| ----- | ---------------- | ---------------- | ------------------------ | ------------------------ | --------------- | -------------- | --------------- | ---------------- |
| 1991  | -                | -                | 2e tour (1/32)           | Monica Seles             | 2e tour (1/32)  | Laura Arraya   | 2e tour (1/32)  | Katerina Maleeva |
| 1992  | -                | -                | 2e tour (1/32)           | Sabine Hack              | 3e tour (1/16)  | Steffi Graf    | 1er tour (1/64) | Iva Majoli       |
| 1994  | -                | -                | -                        | -                        | -               | -              | 3e tour (1/16)  | Amanda Coetzer   |
| 1995  | 1er tour (1/64)  | Joannette Kruger | 2e tour (1/32)           | Martina Hingis           | 4e tour (1/8)   | Kimiko Date    | 1er tour (1/64) | Mary Pierce      |
| 1996  | 1er tour (1/64)  | Jolene Watanabe  | 1er tour (1/64)          | Paola Suárez             | 1er tour (1/64) | Patricia Hy    | 2e tour (1/32)  | Amanda Coetzer   |
| 1998  | -                | -                | 1er tour (1/64)          | Cătălina Cristea         | 3e tour (1/16)  | Miriam Oremans | 2e tour (1/32)  | Larisa Neiland   |
| 1999  | 1er tour (1/64)  | Arantxa Sánchez  | 3e tour (1/16)           | Ruxandra Dragomir        | 2e tour (1/32)  | Steffi Graf    | 2e tour (1/32)  | Amélie Mauresmo  |
| 2000  | -                | -                | 1er tour (1/64)          | Marlene Weingärtner      | 1er tour (1/64) | Brie Rippner   | -               | -                |

À droite du résultat, l’ultime adversaire.

### En double dames
| Année | Open d'Australie            | Open d'Australie           | Internationaux de France      | Internationaux de France   | Wimbledon                     | Wimbledon                   | US Open                      | US Open                    |
| ----- | --------------------------- | -------------------------- | ----------------------------- | -------------------------- | ----------------------------- | --------------------------- | ---------------------------- | -------------------------- |
| 1988  | -                           | -                          | 1er tour (1/32) Andrea Tiezzi | I. Demongeot N. Tauziat    | -                             | -                           | -                            | -                          |
| 1992  | -                           | -                          | 2e tour (1/16) Elise Burgin   | Katrina Adams M. Bollegraf | 3e tour (1/8) Elise Burgin    | Jo-Anne Faull J. Richardson | 3e tour (1/8) Elise Burgin   | MJ Fernández Zina Garrison |
| 1993  | -                           | -                          | -                             | -                          | -                             | -                           | 1/4 de finale Sandy Collins  | Yayuk Basuki Nana Miyagi   |
| 1994  | -                           | -                          | 2e tour (1/16) Sandy Collins  | MJ Fernández Zina Garrison | 1er tour (1/32) Sandy Collins | Debbie Graham B. Schultz    | 2e tour (1/16) Tessa Price   | Laura Golarsa Caroline Vis |
| 1995  | 2e tour (1/16) Liezel Huber | Patty Fendick MJ Fernández | 1er tour (1/32) R. Dragomir   | K. Boogert N. Jagerman     | 2e tour (1/16) Iva Majoli     | Lori McNeil Helena Suková   | 1er tour (1/32) J. Kruger    | Jana Novotná A. Sánchez    |
| 1996  | 3e tour (1/8) A. Coetzer    | G. Fernández N. Zvereva    | 1/4 de finale Katrina Adams   | L. Davenport MJ Fernández  | 1/4 de finale Katrina Adams   | M. McGrath L. Neiland       | 2e tour (1/16) Katrina Adams | A. Kournikova Likhovtseva  |
| 1997  | -                           | -                          | 1er tour (1/32) A. Temesvári  | Émilie Loit A. Mauresmo    | 1er tour (1/32) Liezel Huber  | MJ Fernández Lisa Raymond   | 2e tour (1/16) Debbie Graham | C. Martínez P. Tarabini    |
| 1998  | 1er tour (1/32) Rita Grande | C. Martínez P. Tarabini    | 3e tour (1/8) Debbie Graham   | L. Davenport N. Zvereva    | 1/2 finale Debbie Graham      | L. Davenport N. Zvereva     | 3e tour (1/8) Debbie Graham  | Lisa Raymond Rennae Stubbs |
| 1999  | 3e tour (1/8) E. Tatarkova  | S. Williams V. Williams    | 1er tour (1/32) E. Tatarkova  | Alicia Molik C. Morariu    | Finale E. Tatarkova           | L. Davenport C. Morariu     | 1er tour (1/32) E. Tatarkova | Julie Halard A. Mauresmo   |
| 2000  | -                           | -                          | 3e tour (1/8) Navrátilová     | A. Fusai N. Tauziat        | 1/4 de finale Navrátilová     | S. Williams V. Williams     | 1er tour (1/32) Caroline Vis | Tina Križan I. Selyutina   |

Sous le résultat, la partenaire ; à droite, l’ultime équipe adverse.

### En double mixte
| Année | Open d'Australie     | Open d'Australie       | Internationaux de France    | Internationaux de France    | Wimbledon                   | Wimbledon                   | US Open | US Open |
| ----- | -------------------- | ---------------------- | --------------------------- | --------------------------- | --------------------------- | --------------------------- | ------- | ------- |
| 1990  | -                    | -                      | -                           | -                           | 3e tour (1/8) Piet Norval   | Robin White Shelby Cannon   | -       | -       |
| 1992  | -                    | -                      | -                           | -                           | 1er tour (1/32) Piet Norval | R. Zrubáková Vojtěch Flégl  | -       | -       |
| 1994  | -                    | -                      | 1er tour (1/32) J. de Jager | K. Boogert Menno Oosting    | 1er tour (1/32) J. de Jager | Nana Miyagi Kent Kinnear    | -       | -       |
| 1996  | -                    | -                      | -                           | -                           | 1er tour (1/32) E. Ferreira | Laura Golarsa van Rensburg  | -       | -       |
| 1997  | -                    | -                      | 1er tour (1/32) G. Stafford | B. Rittner K. Braasch       | 1/2 finale Neil Broad       | L. Neiland A. Olhovskiy     | -       | -       |
| 1998  | -                    | -                      | 2e tour (1/16) Neil Broad   | K. Radford F. Montana       | 1er tour (1/32) Neil Broad  | E. Tatarkova A. Kratzmann   | -       | -       |
| 1999  | Victoire David Adams | S. Williams Max Mirnyi | 1/4 de finale David Adams   | Likhovtseva M. Woodforde    | 2e tour (1/16) David Adams  | Erika de Lone Mark Merklein | -       | -       |
| 2000  | -                    | -                      | Victoire David Adams        | Rennae Stubbs T. Woodbridge | 3e tour (1/8) David Adams   | M. Bollegraf J. de Jager    | -       | -       |

Sous le résultat, le partenaire ; à droite, l’ultime équipe adverse.

## Parcours aux Jeux olympiques

### En simple dames
| # | Date       | Nom de l'olympiade             | Surface      | Résultat        | Ultime adversaire | Score         |          |
| - | ---------- | ------------------------------ | ------------ | --------------- | ----------------- | ------------- | -------- |
| 1 | 28/07/1992 | Olympic Tennis Event Barcelone | Terre (ext.) | 1er tour (1/32) | Patricia Tarabini | 6-4, 6-2      | Parcours |
| 2 | 23/07/1996 | Olympic Tennis Event Atlanta   | Dur (ext.)   | 2e tour (1/16)  | Anke Huber        | 3-6, 6-1, 6-4 | Parcours |

### En double dames
| # | Date       | Nom de l'olympiade             | Surface      | Résultat      | Partenaire     | Ultimes adversaires               | Score    |          |
| - | ---------- | ------------------------------ | ------------ | ------------- | -------------- | --------------------------------- | -------- | -------- |
| 1 | 28/07/1992 | Olympic Tennis Event Barcelone | Terre (ext.) | 1/4 de finale | Elna Reinach   | Gigi Fernández Mary Joe Fernández | 6-2, 6-4 | Parcours |
| 2 | 23/07/1996 | Olympic Tennis Event Atlanta   | Dur (ext.)   | 2e tour (1/8) | Amanda Coetzer | Valda Lake Clare Wood             | 7-5, 7-5 | Parcours |

## Parcours en Coupe de la Fédération
| #                                                                             | Date       | Lieu         | Surface      | Gagnante(s)                        | Perdante(s)                       | Score         |          |
|                                                                               |            |              |              |                                    |                                   |               |          |
| 1992 - 1er tour (groupe mondial) - Canada - Afrique du Sud - 2 : 1            |            |              |              |                                    |                                   |               |          |
| 1                                                                             | 14/07/1992 | Francfort    | Terre (ext.) | Rene Simpson                       | Mariaan de Swardt                 | 2-6, 6-2, 6-2 | Parcours |
| 1                                                                             | 14/07/1992 | Francfort    | Terre (ext.) | Mariaan de Swardt Elna Reinach     | Jill Hetherington Helen Kelesi    | 6-4, 6-3      | Parcours |
|                                                                               |            |              |              |                                    |                                   |               |          |
| 1992 - Barrage (groupe mondial I) - Afrique du Sud - Belgique - 2 : 1         |            |              |              |                                    |                                   |               |          |
| 2                                                                             | 16/07/1992 | Francfort    | Terre (ext.) | Mariaan de Swardt Elna Reinach     | Sabine Appelmans Sandra Wasserman | 6-0, 6-4      | Parcours |
|                                                                               |            |              |              |                                    |                                   |               |          |
| 1992 - Barrage (groupe mondial I) - Mexique - Afrique du Sud - 0 : 3          |            |              |              |                                    |                                   |               |          |
| 3                                                                             | 17/07/1992 | Francfort    | Terre (ext.) | Mariaan de Swardt                  | Lupita Novelo                     | 6-1, 7-62     | Parcours |
| 3                                                                             | 17/07/1992 | Francfort    | Terre (ext.) | Mariaan de Swardt Elna Reinach     | Angélica Gavaldón Isabela Petrov  | 6-0, 6-0      | Parcours |
|                                                                               |            |              |              |                                    |                                   |               |          |
| 1994 - 1er tour (groupe mondial) - Afrique du Sud - Paraguay - 3 : 0          |            |              |              |                                    |                                   |               |          |
| 4                                                                             | 18/07/1994 | Francfort    | Terre (ext.) | Mariaan de Swardt Tessa Price      | Magali Benitez Larissa Schaerer   | 6-1, 6-0      | Parcours |
|                                                                               |            |              |              |                                    |                                   |               |          |
| 1994 - 2e tour (groupe mondial) - Afrique du Sud - Pays-Bas - 2 : 1           |            |              |              |                                    |                                   |               |          |
| 5                                                                             | 20/07/1994 | Francfort    | Terre (ext.) | Mariaan de Swardt Elna Reinach     | Kristie Boogert Miriam Oremans    | 6-2, 7-5      | Parcours |
|                                                                               |            |              |              |                                    |                                   |               |          |
| 1994 - 1/4 de finale (groupe mondial) - Allemagne - Afrique du Sud - 3 : 0    |            |              |              |                                    |                                   |               |          |
| 6                                                                             | 22/07/1994 | Francfort    | Terre (ext.) | Barbara Rittner Christina Singer   | Mariaan de Swardt Tessa Price     | 7-5, 6-4      | Parcours |
|                                                                               |            |              |              |                                    |                                   |               |          |
| 1995 - 1/4 de finale (groupe mondial) - France - Afrique du Sud - 3 : 2       |            |              |              |                                    |                                   |               |          |
| 7                                                                             | 21/04/1995 | Metz         | Terre (ext.) | Julie Halard Nathalie Tauziat      | Mariaan de Swardt Elna Reinach    | 7-5, 6-2      | Parcours |
|                                                                               |            |              |              |                                    |                                   |               |          |
| 1996 - 1/4 de finale (groupe mondial) - Espagne - Afrique du Sud - 3 : 2      |            |              |              |                                    |                                   |               |          |
| 8                                                                             | 27/04/1996 | Murcie       | Terre (ext.) | Conchita Martínez                  | Mariaan de Swardt                 | 6-2, 6-3      | Parcours |
| 8                                                                             | 27/04/1996 | Murcie       | Terre (ext.) | Amanda Coetzer Mariaan de Swardt   | Virginia Ruano M. A. Sánchez      | 6-4, 7-66     | Parcours |
|                                                                               |            |              |              |                                    |                                   |               |          |
| 1996 - Barrage (groupe mondial I) - Afrique du Sud - Belgique - 1 : 4         |            |              |              |                                    |                                   |               |          |
| 9                                                                             | 13/07/1996 | Bloemfontein | Dur (ext.)   | Sabine Appelmans                   | Mariaan de Swardt                 | 0-6, 6-3, 6-2 | Parcours |
| 9                                                                             | 13/07/1996 | Bloemfontein | Dur (ext.)   | Mariaan de Swardt                  | Dominique Monami                  | 7-5, 6-3      | Parcours |
| 9                                                                             | 13/07/1996 | Bloemfontein | Dur (ext.)   | Laurence Courtois Nancy Feber      | Amanda Coetzer Mariaan de Swardt  | 6-2, 3-6, 6-0 | Parcours |
|                                                                               |            |              |              |                                    |                                   |               |          |
| 1997 - 1/4 de finale (groupe mondial II) - Afrique du Sud - Australie - 2 : 3 |            |              |              |                                    |                                   |               |          |
| 10                                                                            | 01/03/1997 | Durban       | Dur (ext.)   | Mariaan de Swardt Rosalyn Fairbank | Kerry-Anne Guse Kristine Radford  | 6-3, 7-5      | Parcours |

## Classements WTA  en fin de saison

### En simple
| Année | 1986 | 1987 | 1988 | 1989 | 1990 | 1991 | 1992 | 1994 | 1995 | 1996 | 1997 | 1998 | 1999 | 2000 |
| Rang  | 249  | 418  | 171  | 254  | 166  | 53   | 93   | 98   | 33   | 98   | 161  | 35   | 75   | 887  |

Source : (en) « Classements de Mariaan de Swardt », sur le site officiel du WTA Tour

### En double
| Année | 1988 | 1989 | 1990 | 1991 | 1992 | 1994 | 1995 | 1996 | 1997 | 1998 | 1999 | 2000 |
| Rang  | 214  | 460  | 294  | 126  | 44   | 75   | 41   | 26   | 63   | 17   | 21   | 115  |

Source : (en) « Classements de Mariaan de Swardt », sur le site officiel du WTA Tour